# Davide Valsecchi
Davide Valsecchi (Eupilio, 1987. január 24. –) olasz autóversenyző, aki olaszként Giorgio Pantano után másodszor szerezte meg a GP2 Series bajnoki címét (2012), míg a GP2 Asia Series bajnoki címét elsőként (2009-10).

## Karrierje

### Formula Renault

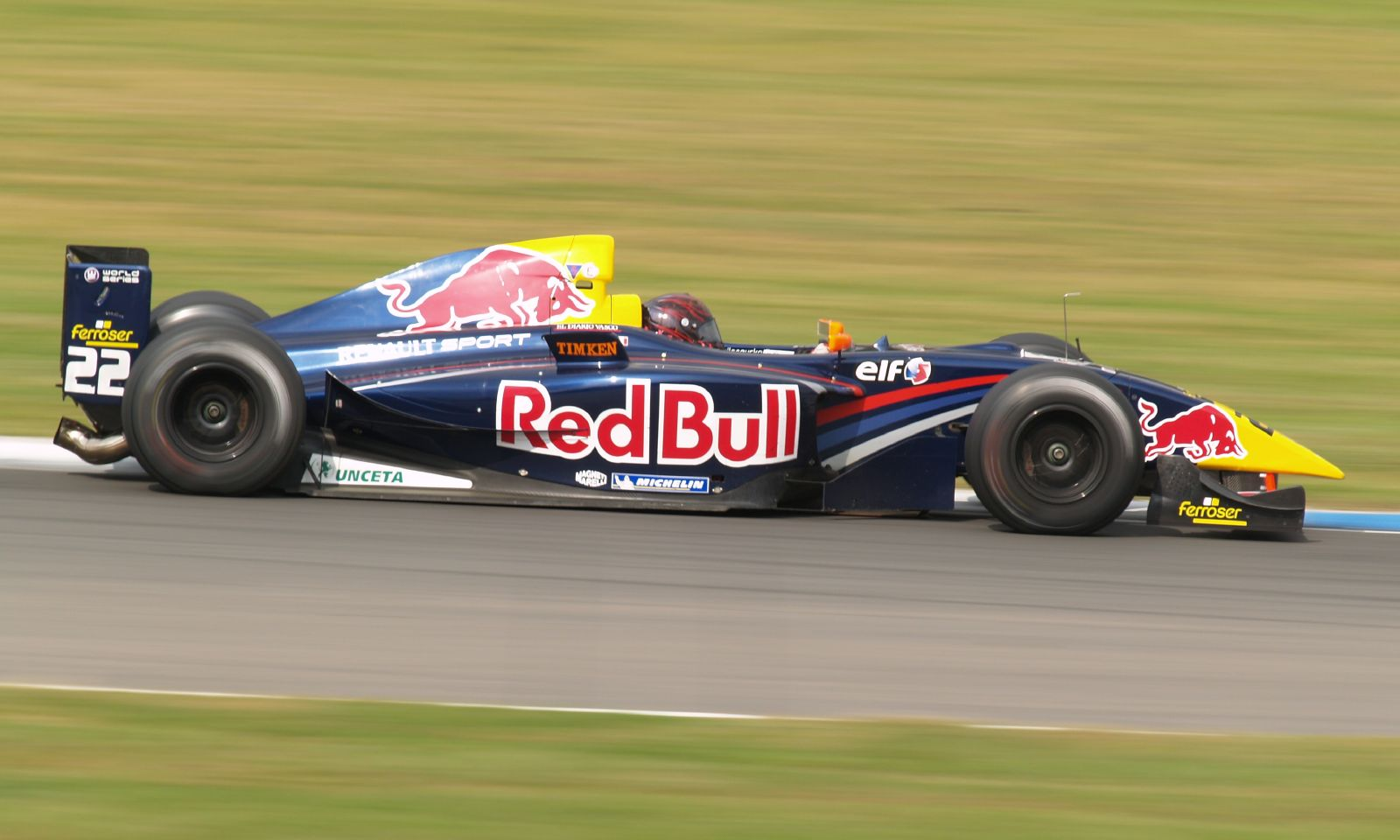
Valsecchi az Epsilon Euskadi csapat autójában Silverstoneban a 2007-es Formula Renault 3.5 Series versenyén.

Az olasz pilóta különböző Renault sorozatokban versenyzett 2003 és 2007 között. Többek között részt vett az Olasz Formula–Renault bajnokság és a Formula Renault Eurocup versenyein, majd 2006-tól a Formula Renault 3.5 Series-ben versenyzett. Egyetlen futamgyőzelmét ebben a szériában 2007-ben aratta az Epsilon Euskadi csapat színében Németországban.

### Formula 3
2003 és 2005 között teljesítette a sorozat olasz és német bajnokságának néhány versenyét, ezeken dobogós helyezést ért el.
Az olasz szériában 2003-ban helyezetlenül zárt, miután az utolsó, vallelungai versenyen kiesett, s 2004-ben is hasonlóképpen szerepelt. 2005-ben két versenyhétvégén (három futamon) szerepelt, s két negyedik hely mellett egy második helyezést is elért. A bajnokságban hetedik lett 35 ponttal.

### Formula 3000
2005-ben Valsecchi egy futam erejéig részt vett a 3000 Pro Series sorozatban, melyben a régi Formula–3000-es kategória autói vettek részt. Monzában, a szezonzárón hatodik lett, amely eredménnyel a bajnokság tizenötödik helyén zárt három pontot gyűjtve.

### Sportautó versenyek
2006-ban három versenyt teljesített a Le Mans Series-ben a francia Barazi-Epsilon csapat színeiben az LMP2 kategóriában. A spái, doningtoni és jaramai futamokon a kategória negyedik helyén végzett társaival (a holland Michael Vergers és a dán Juan Barazi), s így tizenkettedik lett az összesítésben tizenöt ponttal. Mivel Vergers és Barazi mind az öt futamon elrajtolt, s ilyenek csak ők voltak a kategóriában, bajnokok lettek huszonnyolc ponttal.

### GP2 Series és GP2 Asia Series

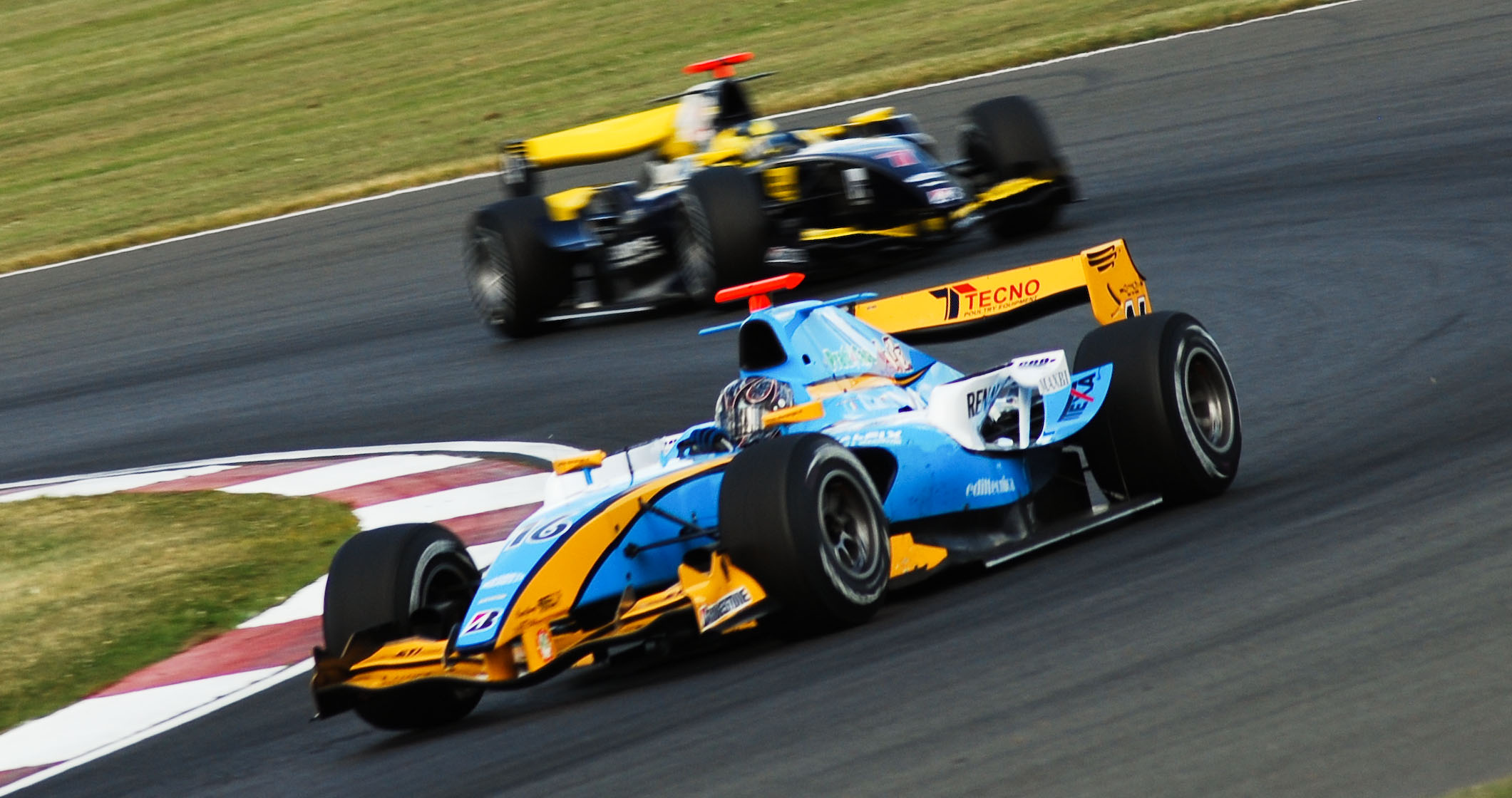
Valsecchi a Durango csapat autójában Silverstoneban 2008-ban.

GP2-es és GP2 Asia Series karrierjét a Durango csapatánál kezdte meg a brazil Alberto Valerio csapattársaként. A téli sorozatban dobogós helyezés nélkül, az utolsó futamon leggyorsabb kört futva lett nyolcadik a bajnokságban tizenhét ponttal. A GP2 második versenyhétvégéjén Törökországban az időmérőedzésen súlyos balesetet szenvedett 175 mph sebességgel, s emiatt nemcsak ezt a nagydíjat, hanem a következő két versenyhétvégét is kihagyta, helyettesei az olasz Marcello Puglisi és a brit Ben Hanley voltak. Az autó súlyosan megsérült, s Didier Perrin, a GP2 technikai igazgatója fékhibát feltételezett. Silverstoneban tért vissza, s a sprint versenyen azonnal pontot szerzett. Később Spában összetörte az autót a főversenyen, de nem sérült meg, s másnap pontszerző helyen zárt. A szezonzáró monzai nagydíjon megszerezte első győzelmét a sorozatban.

### Formula–1

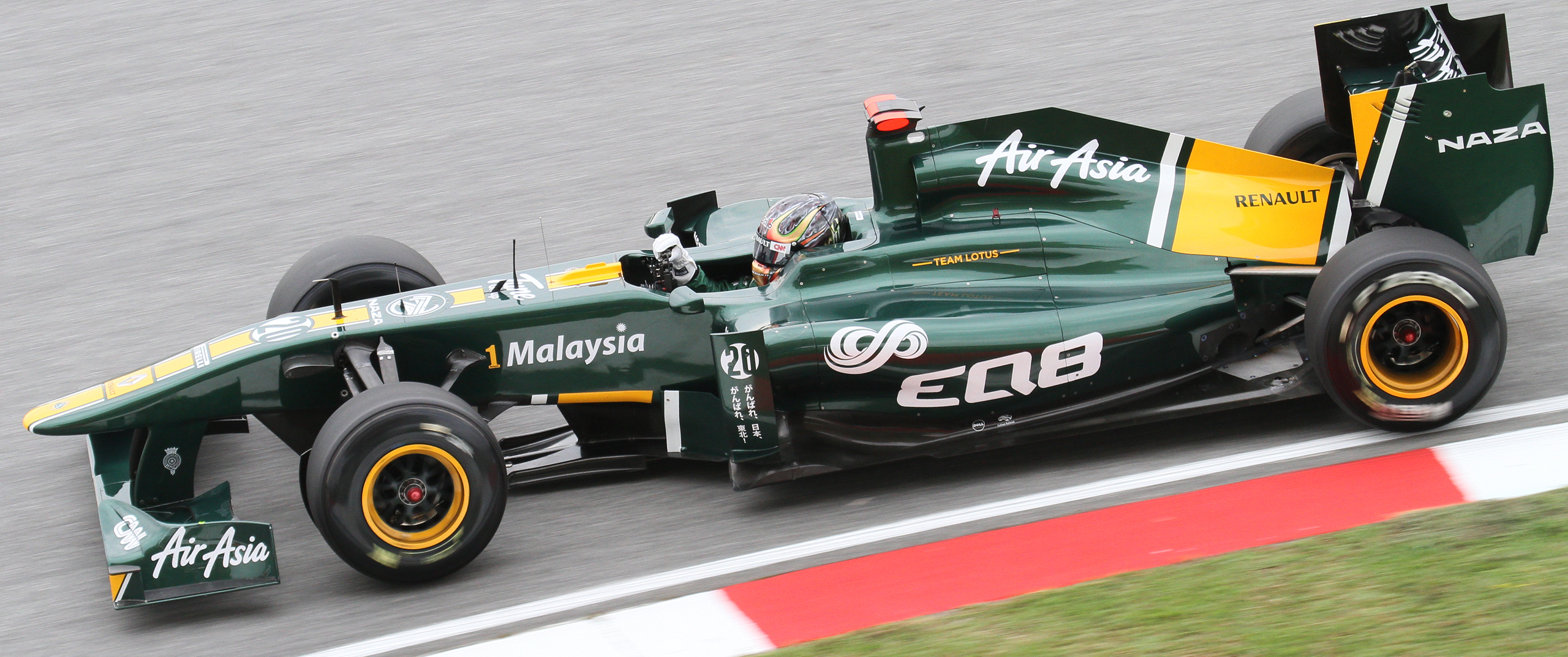
Valsecchi a Lotus Team volánja mögött a 2011-es maláj nagydíjon szabadedzésén

2010. november 17-én tesztelt elsőként Formula–1-es autót Abu Dhabiban, a fiatalok tesztjén a Hispania Racing egyik autóját vezette. 2011-ben a Lotus Team tartalék pilótája lett, majd tesztpilóta márciustól a szezonra. A maláj nagydíjon az első szabadedzésen vezethette Heikki Kovalainen autóját. 21. helyen végzett az edzés végén megelőzve Vitantonio Liuzzit, Narain Karthikeyant és Vitalij Petrovot. 1:44,054-es idejével Jarno Trulli-hoz képest 2,434-del futott rosszabb időt.
Miután megnyerte a GP2-t 2012-ben, célja lett, hogy Formula–1-ben versenyezzen.
2012. november 8-án ismét tesztelhetett Abu Dhabiban a fiatalok tesztjén. A Lotus volánja mögött körözgethetett. Az aznapi edzést megnyerte 1:42.677-es köridejével a McLaren-t vezető Kevin Magnussen előtt.

## Érdekességek
A 2013-as magyar nagydíj pénteki második szabadedzésének közvetítése során ő volt a meghívott vendég-szakkommentátor Szujó Zoltán és Wéber Gábor mellett.

## Eredményei

### Teljes Formula Renault 3.5 eredménysorozata
| Év   | Csapat          | 1        | 2        | 3        | 4       | 5       | 6        | 7        | 8        | 9        | 10       | 11       | 12       | 13       | 14       | 15       | 16       | 17       | Helyezés | Pont |
| ---- | --------------- | -------- | -------- | -------- | ------- | ------- | -------- | -------- | -------- | -------- | -------- | -------- | -------- | -------- | -------- | -------- | -------- | -------- | -------- | ---- |
| 2006 | Epsilon Euskadi | ZOL 1 Ni | ZOL 2 15 | MON 1 Nk | IST 1 5 | IST 2 3 | MIS 1 Ki | MIS 2 3  | SPA 1 8  | SPA 2 Ki | NÜR 1 8  | NÜR 2 12 | DON 1 16 | DON 2 7  | LMS 1 17 | LMS 2 5  | CAT 1 15 | CAT 2 Ki | 10.      | 43   |
| 2007 | Epsilon Euskadi | MNZ 1 Ki | MNZ 2 Ki | NÜR 1 8  | NÜR 2 1 | MON 1 8 | HUN 1 Ki | HUN 2 Ki | SPA 1 10 | SPA 2 13 | DON 1 21 | DON 2    | MAG 1 8  | MAG 2 13 | EST 1 13 | EST 2 11 | CAT 1 11 | CAT 2 9  | 16.      | 37   |

### Teljes GP2-es eredménysorozata
| Év   | Csapat               | 1          | 2          | 3          | 4          | 5          | 6          | 7          | 8          | 9          | 10         | 11         | 12         | 13         | 14         | 15         | 16         | 17         | 18         | 19        | 20         | 21        | 22        | 23        | 24        | Helyezés | Pont |
| ---- | -------------------- | ---------- | ---------- | ---------- | ---------- | ---------- | ---------- | ---------- | ---------- | ---------- | ---------- | ---------- | ---------- | ---------- | ---------- | ---------- | ---------- | ---------- | ---------- | --------- | ---------- | --------- | --------- | --------- | --------- | -------- | ---- |
| 2008 | Durango              | CAT FEA 10 | CAT SPR 5  | IST FEA Ni | IST SPR Ni | MON FEA    | MON SPR    | MAG FEA    | MAG SPR    | SIL FEA 19 | SIL SPR 6  | HOC FEA Ki | HOC SPR 14 | HUN FEA Ki | HUN SPR 13 | VAL FEA Ki | VAL SPR 7  | SPA FEA Ki | SPA SPR 6  | MNZ FEA 8 | MNZ SPR 1  |           |           |           |           | 15.      | 11   |
| 2009 | Durango              | CAT FEA Ki | CAT SPR 16 | MON FEA 15 | MON SPR 18 | IST FEA 3  | IST SPR Ki | SIL FEA 10 | SIL SPR 14 | NÜR FEA 13 | NÜR SPR 10 | HUN FEA 5  | HUN SPR 9  |            |            |            |            |            |            |           |            |           |           |           |           | 17.      | 12   |
| 2009 | Barwa Addax          |            |            |            |            |            |            |            |            |            |            |            |            | VAL FEA 11 | VAL SPR Ki | SPA FEA Ki | SPA SPR 8  | MNZ FEA 14 | MNZ SPR 9  | ALG FEA 7 | ALG SPR 14 |           |           |           |           | 17.      | 12   |
| 2010 | iSport International | CAT FEA 10 | CAT SPR 11 | MON FEA Ki | MON SPR 16 | IST FEA 2  | IST SPR 4  | VAL FEA 10 | VAL SPR 6  | SIL FEA 7  | SIL SPR 6  | HOC FEA 17 | HOC SPR 18 | HUN FEA 9  | HUN SPR 3  | SPA FEA 18 | SPA SPR 8  | MNZ FEA 9  | MNZ SPR 16 | YMC FEA 5 | YMC SPR 1  |           |           |           |           | 8.       | 31   |
| 2011 | Team AirAsia         | IST FEA 16 | IST SPR 16 | CAT FEA 4  | CAT SPR 4  | MON FEA 1  | MON SPR 5  | VAL FEA 3  | VAL SPR 4  | SIL FEA 14 | SIL SPR 17 | NÜR FEA 13 | NÜR SPR Ki | HUN FEA 16 | HUN SPR 14 | SPA FEA 10 | SPA SPR 10 | MNZ FEA 20 | MNZ SPR Ki |           |            |           |           |           |           | 8.       | 30   |
| 2012 | DAMS                 | SEP FEA 2  | SEP SPR Ki | BHR1 FEA 1 | BHR1 SPR 1 | BHR2 FEA 1 | BHR2 SPR 3 | CAT FEA 4  | CAT SPR 3  | MON FEA 4  | MON SPR Ki | VAL FEA 18 | VAL SPR 10 | SIL FEA 7  | SIL SPR 2  | HOC FEA 13 | HOC SPR 7  | HUN FEA 2  | HUN SPR 4  | SPA FEA 3 | SPA SPR Ki | MNZ FEA 6 | MNZ SPR 1 | MRN FEA 4 | MRN SPR 5 | 1.       | 247  |

### Teljes GP2 Asia Series eredménysorozata
| Év      | Csapat               | 1           | 2          | 3           | 4          | 5          | 6           | 7          | 8          | 9           | 10         | 11          | 12          | Helyezés | Pont |
| ------- | -------------------- | ----------- | ---------- | ----------- | ---------- | ---------- | ----------- | ---------- | ---------- | ----------- | ---------- | ----------- | ----------- | -------- | ---- |
| 2008    | Durango              | DUB1 FEA 17 | DUB1 SPR 6 | SEN FEA Ki  | SEN SPR 19 | SEP FEA 4  | SEP SPR 4   | BHR FEA 6  | BHR SPR 6  | DUB2 FEA 14 | DUB2 SPR 4 |             |             | 8.       | 17   |
| 2008–09 | Durango              | SHI FEA 8   | SHI SPR 1  | DUB FEA 2   | DUB SPR T  | BHR1 FEA 5 | BHR1 SPR 2  | LSL FEA 6  | LSL SPR 5  | SEP FEA 8   | SEP SPR 3  | BHR2 FEA 16 | BHR2 SPR Ki | 4.       | 34   |
| 2009–10 | iSport International | YMC1 FEA 1  | YMC1 SPR 2 | YMC2 FEA 2  | YMC2 SPR 1 | BHR1 FEA 1 | BHR1 SPR 20 | BHR2 FEA 2 | BHR2 SPR 4 |             |            |             |             | 1.       | 56   |
| 2011    | Team AirAsia         | YMC FEA 3   | YMC SPR 4  | IMO FEA Kiz | IMO SPR 17 |            |             |            |            |             |            |             |             | 7.       | 9    |

### Teljes Formula–1-es eredménysorozata
(Táblázat értelmezése)

(Félkövér: pole-pozícióból indult; dőlt: leggyorsabb kört futott) 

| Év   | Csapat     | 1   | 2      | 3   | 4   | 5   | 6   | 7   | 8   | 9   | 10  | 11  | 12  | 13  | 14  | 15  | 16  | 17  | 18  | 19  | Helyezés | Pont |
| ---- | ---------- | --- | ------ | --- | --- | --- | --- | --- | --- | --- | --- | --- | --- | --- | --- | --- | --- | --- | --- | --- | -------- | ---- |
| 2011 | Team Lotus | AUS | MAL Tp | CHN | TUR | ESP | MON | CAN | EUR | GBR | GER | HUN | BEL | ITA | SIN | JPN | KOR | IND | UAE | BRA | -        | -    |

### Teljes Blancpain GT széria spirnt-kupa eredménylistája
| Év   | Csapat                  | Autó                    | Kategória | 1         | 2         | 3         | 4         | 5         | 6         | 7      | 8      | 9      | 10     | Helyezés | Pont |
| ---- | ----------------------- | ----------------------- | --------- | --------- | --------- | --------- | --------- | --------- | --------- | ------ | ------ | ------ | ------ | -------- | ---- |
| 2016 | Attempto Racing         | Lamborghini Huracán GT3 | Pro       | MIS QR 22 | MIS CR Ni | BRH QR 28 | BRH CR 28 |           |           |        |        |        |        | Hn       | 0    |
| 2016 | GRT Grasser Racing Team | Lamborghini Huracán GT3 | Pro       |           |           |           |           | NÜR QR 17 | NÜR CR 24 | HUN QR | HUN CR | CAT QR | CAT CR | Hn       | 0    |

## Fordítás
Ez a szócikk részben vagy egészben  a   Davide Valsecchi című angol Wikipédia-szócikk fordításán alapul.  Az eredeti cikk szerkesztőit annak laptörténete sorolja fel. Ez a jelzés csupán a megfogalmazás eredetét és a szerzői jogokat jelzi, nem szolgál a cikkben szereplő információk forrásmegjelöléseként.